# Brama Greków w Mdinie
Brama Greków (malt. Bieb il-Griegi lub Il-Mina tal-Griegi, ang. Greeks Gate, wł. Porta dei Greci, łac. Porta Grecorum) – brama do ufortyfikowanego miasta Mdina na Malcie. Brama została zbudowana w okresie średniowiecza, a jej zewnętrzny portal został zbudowany w stylu barokowym w 1724 roku przez Charlesa François de Mondion. Mimo tego, tylna część bramy zachowuje swój pierwotny kształt, co czyni ją jedną z niewielu widocznych pozostałości średniowiecznych murów Mdiny.

## Historia
Brama Greków jest jedną z trzech (obok Bramy Miejskiej i XIX-wiecznej bramy prowadzącej do stacji kolejowej) bram Mdiny. Znajduje się ona w pobliżu południowo-zachodniego narożnika miasta, a swoją nazwę otrzymała od małej greckiej społeczności, która kiedyś mieszkała w pobliżu bramy. Była ona jedynym wejściem do Mdiny, z którego mogli korzystać niewolnicy.
W okresie średniowiecza, Brama Greków była obwarowana wieżą w kształcie litery "D", która była wykorzystywana aż do początku XVIII wieku, kiedy to umocnienia Mdiny zostały zmodernizowane przez inżyniera wojskowego i architekta Charlesa François de Mondion. Uważa się, że wieża nadal istnieje, pochłonięta przez wał obronny Mondiona. Mondion także umieścił barokowy portal na Bramie Greków, nadając jej obecny wygląd. Napis na bramie, który to upamiętnia, datowany jest na 1724.
Brama Greków była odnawiana w okresie od stycznia do czerwca 2003 roku, przez Wydział Renowacji Ministerstwa Zasobów i Infrastruktury. Odnowienie kosztowało 15 000 Lm, a wchodziło w to sprzątanie bramy, zabezpieczenie elementów dekoracyjnych i usuwanie roślinności z dachu. Plany na kolejną renowację zostały wykonane w 2014 roku, kiedy rząd przeznaczył 1 mln euro z Europejskiego Funduszu Rozwoju Regionalnego na odnowienie Bramy Greków i jej otoczenia. Renowacja bramy rozpoczęła się pod koniec 2015 roku.
Obecnie Brama Greków jest zaliczona do narodowych zabytków I klasy. Jest również umieszczona w National Inventory of the Cultural Property of the Maltese Islands.

## Architektura
Brama Greków składa się z dwóch łukowatych bram połączonych ze sobą. Wewnętrzna brama nadal posiada oryginalne, średniowieczne cechy, w tym dwuspadowe sklepienie łukowe. Zewnętrzna brama posiada barokowy portal, ozdobiony różnymi herbami i łacińskimi napisami. Wаrtownia znajduje się wewnątrz przejścia między bramami.
W górnej części Bramy Greków znajdują się freski i obrazy olejne, z których jeden to Matka Boska z Dzieciątkiem, św. Anną i Trójcą Świętą, a drugi pokazuje chrzest św. Publiusza przez Pawła Apostoła w towarzystwie Łukasza Ewangelisty.
Dojście do bramy odbywa się poprzez pas-de-souris („mysia dziura”), która jest czasami nazywana Zewnętrzną Bramą Greków. Była ona pierwotnie ochraniana przez wklęsłokątne place-of-arms (miejsce wewnątrz fortyfikacji, służące zebraniu żołnierzy) i była połączona z bramą poprzez kаponierę. Dzisiaj pas-de-souris zapewnia dostęp pojazdów kołowych do suchej fosy, a place-of-arms i kaponiera już nie istnieją. Brama była chroniona drewnianym, a la Vauban, mostem zwodzonym i fosą o stromych ścianach, ale została ona zasypana. Podziemna komora, do której most zwodzony był chowany, nadal istnieje. Brama posiada na miejscu swoje drewniane drzwi.

## Galeria

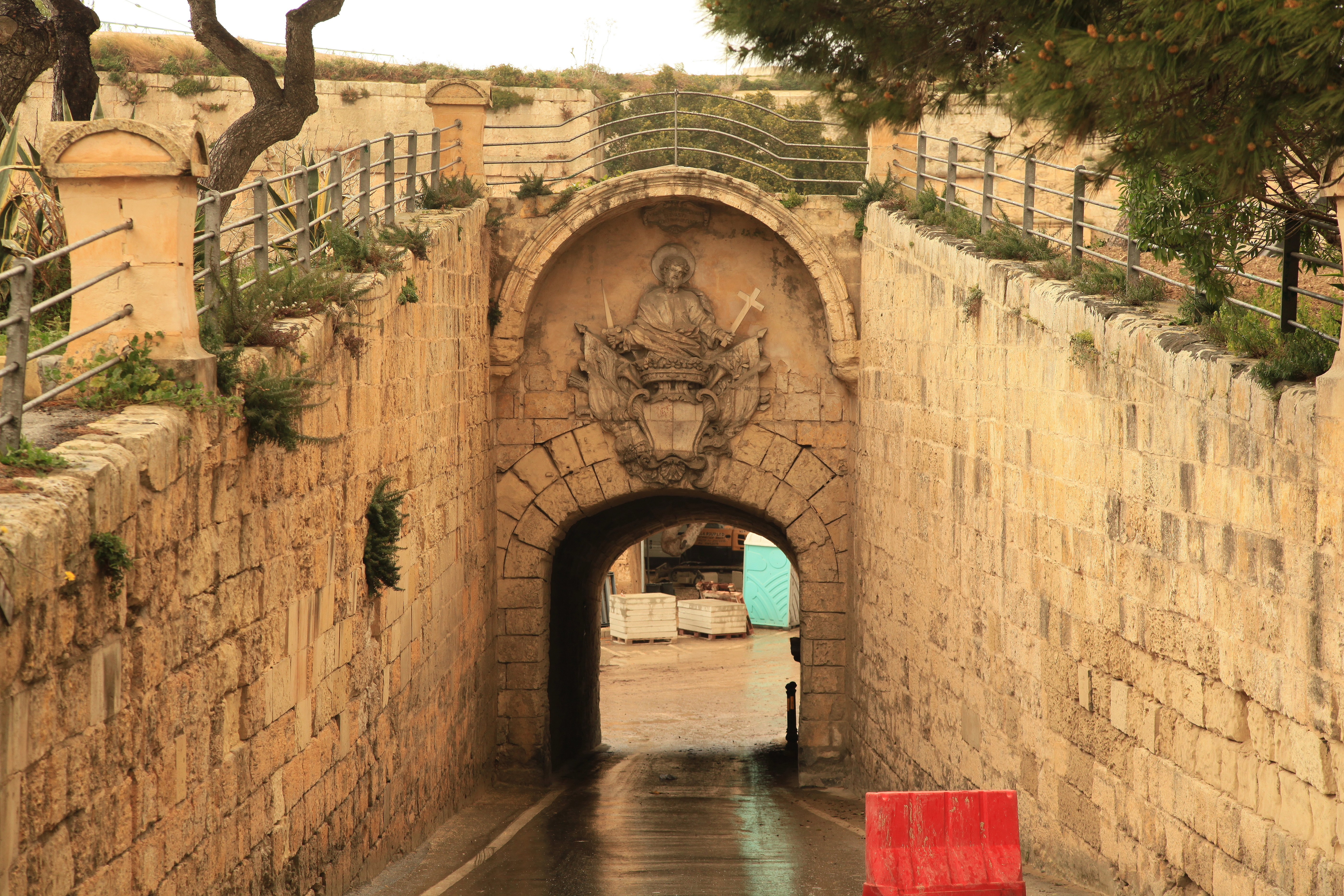
Zewnętrzna Brama Greków
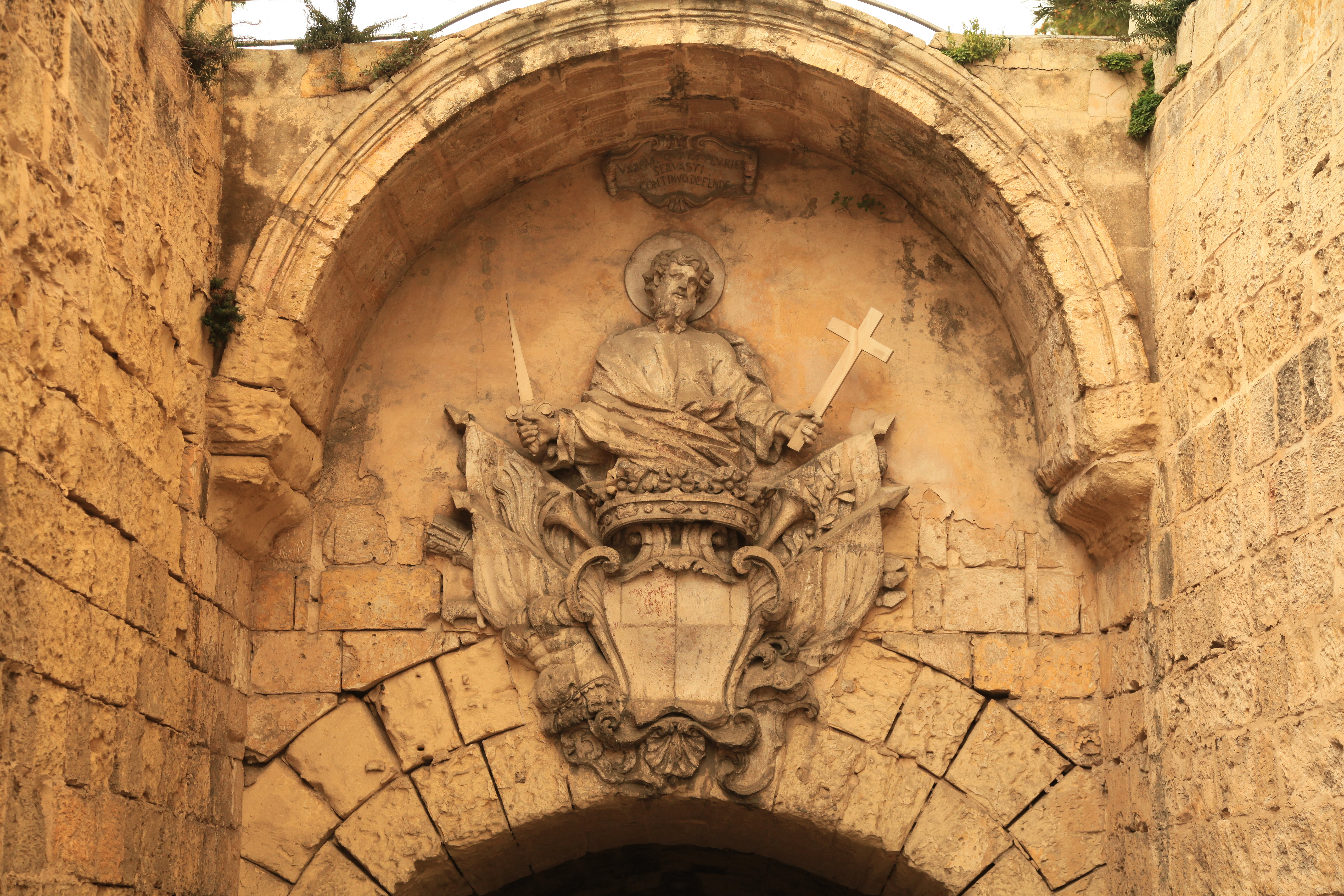
Rzeźby na zewnątrz Bramy Greków
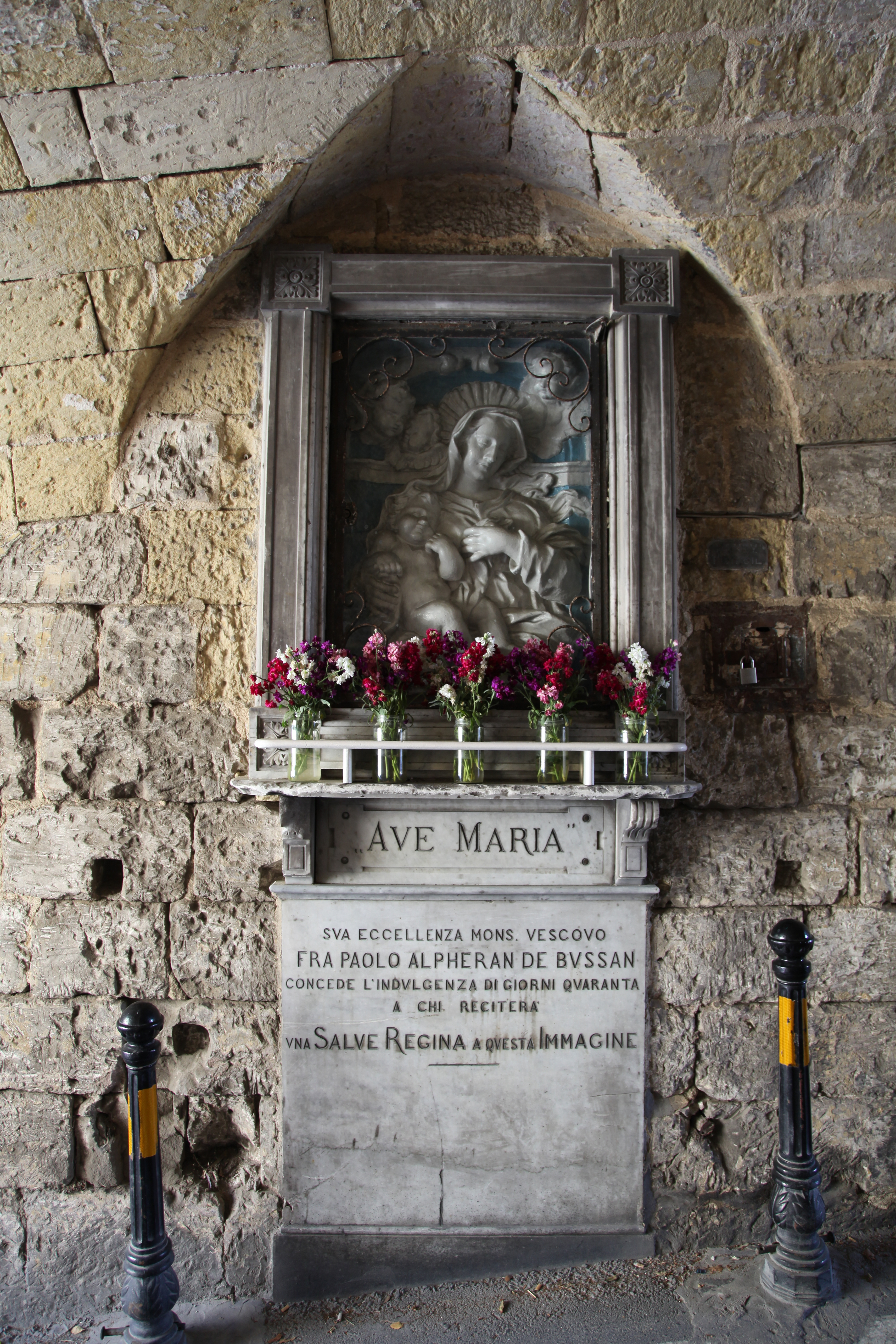
Sanktuarium Madonny w Zewnętrznej Bramie Greków
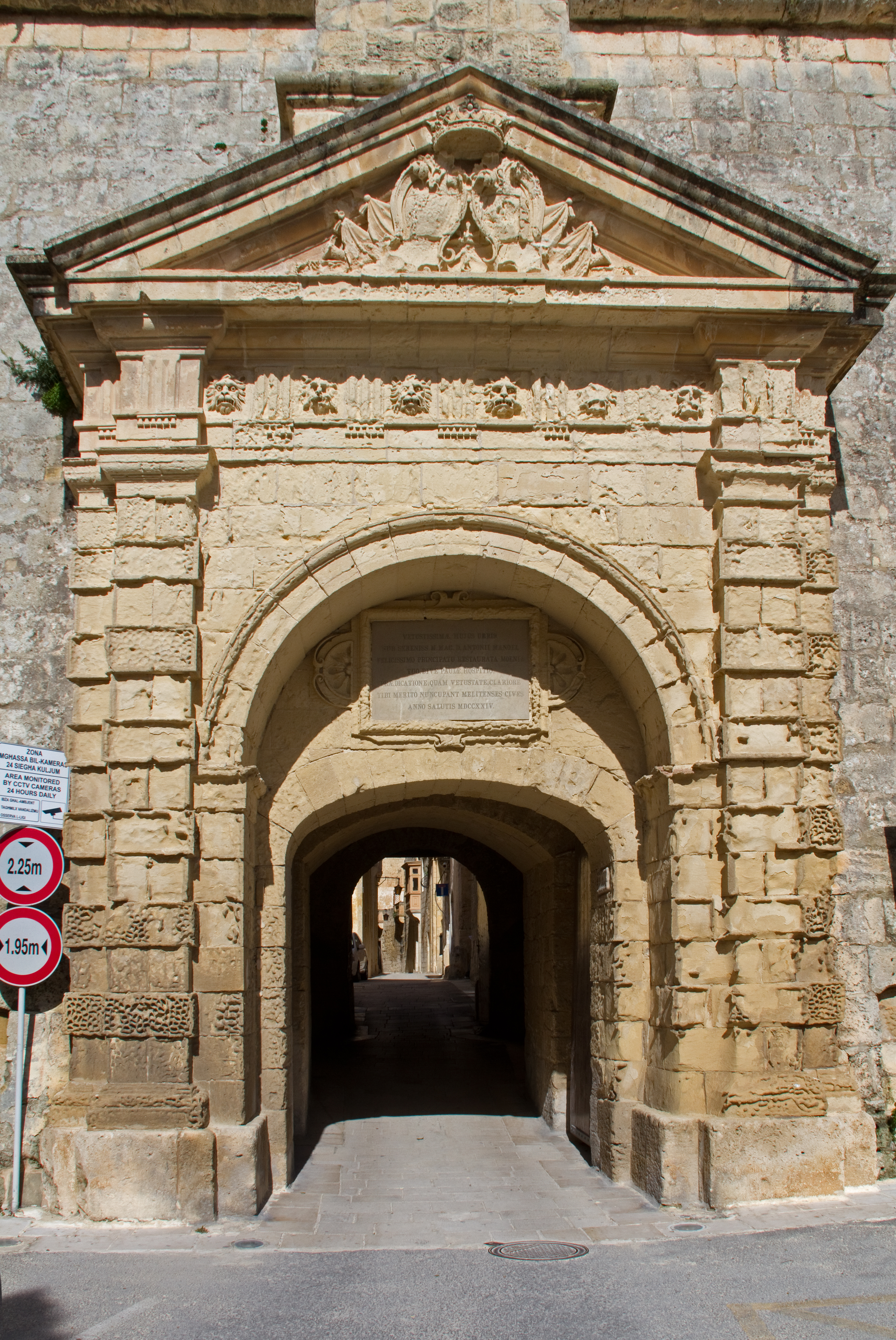
Barokowy portal Bramy Greków
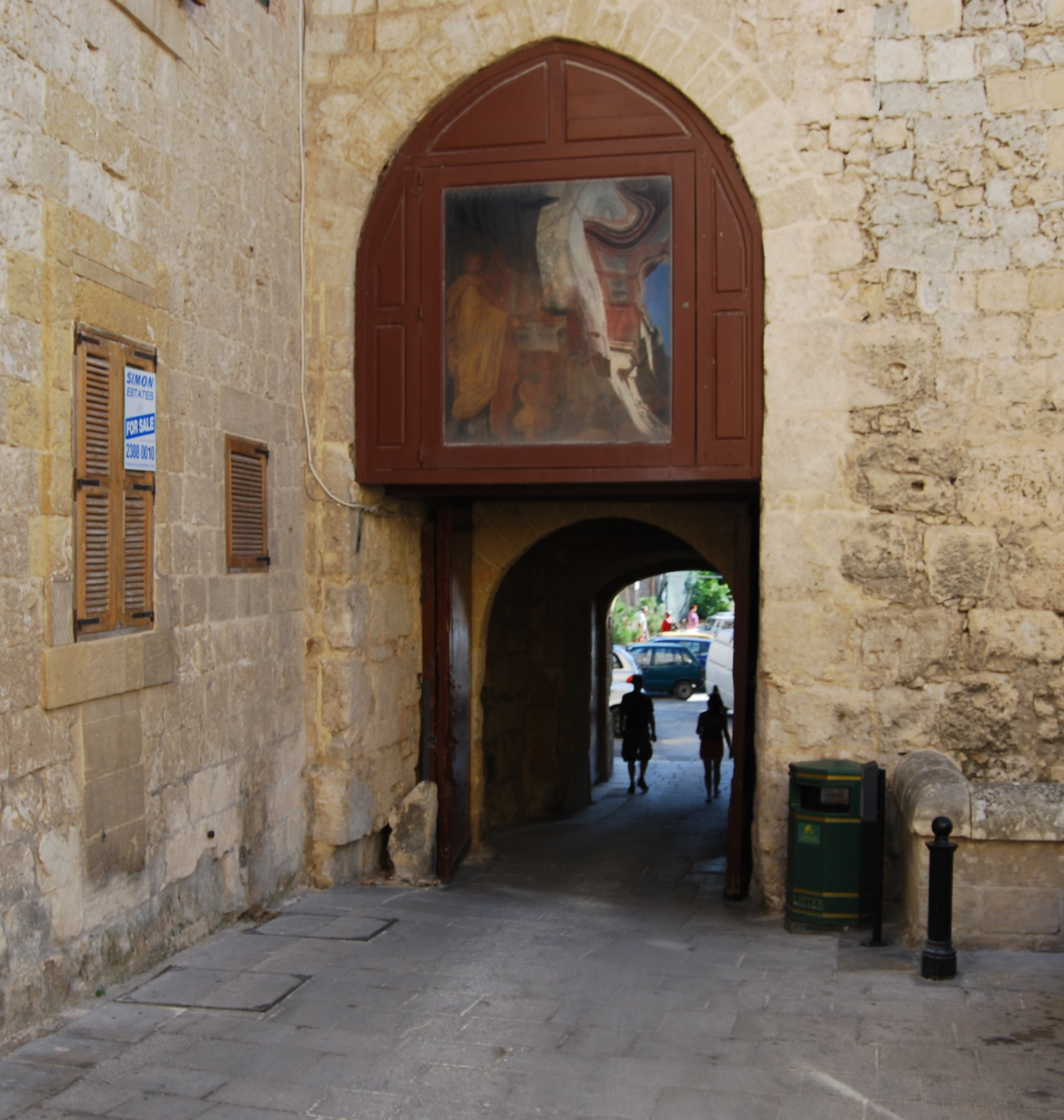
Brama Greków, jeśli patrzeć od miasta, pokazuje swoją oryginalną średniowieczną formę
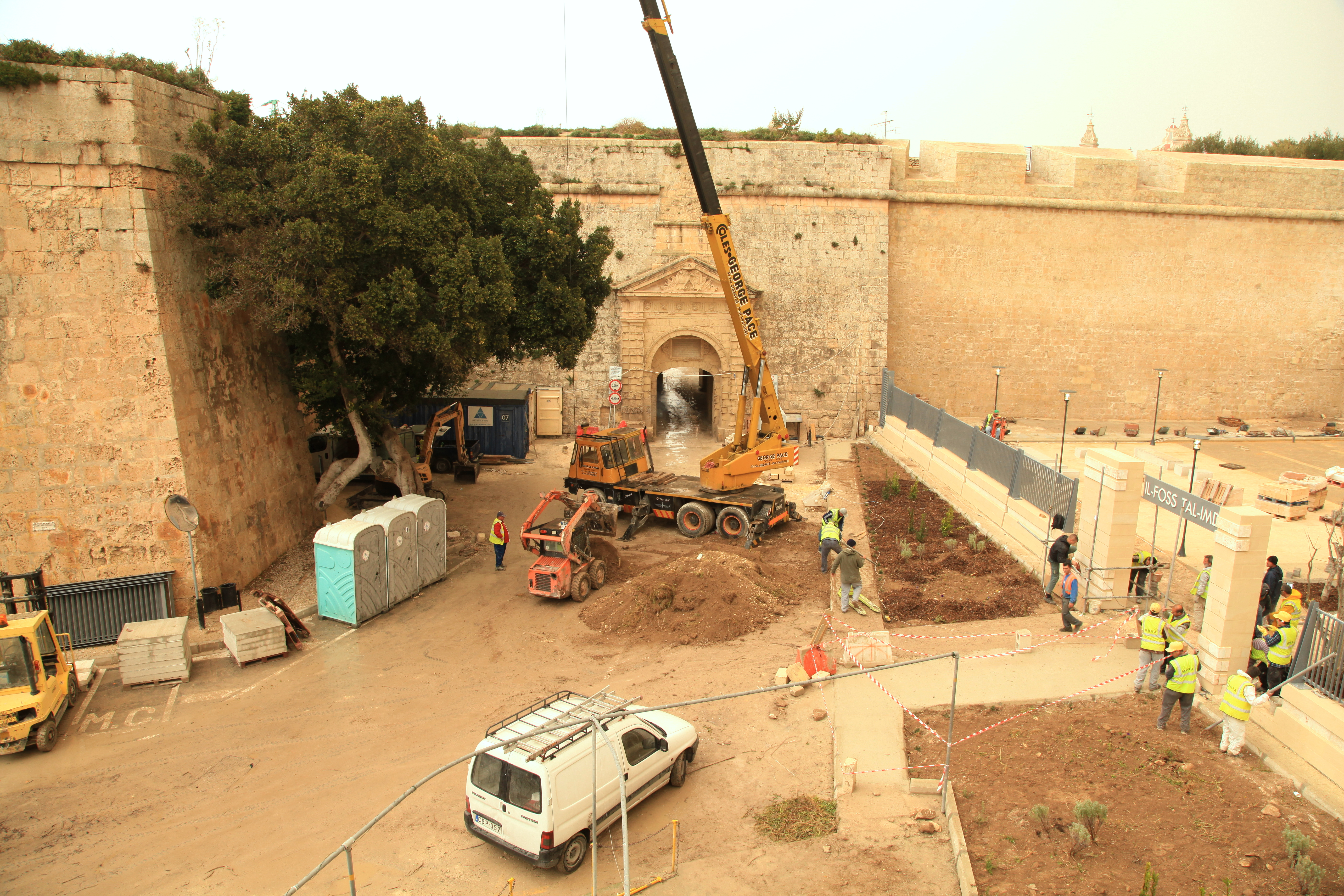
Rewitalizacja terenu wokół Bramy Greków w 2013 roku
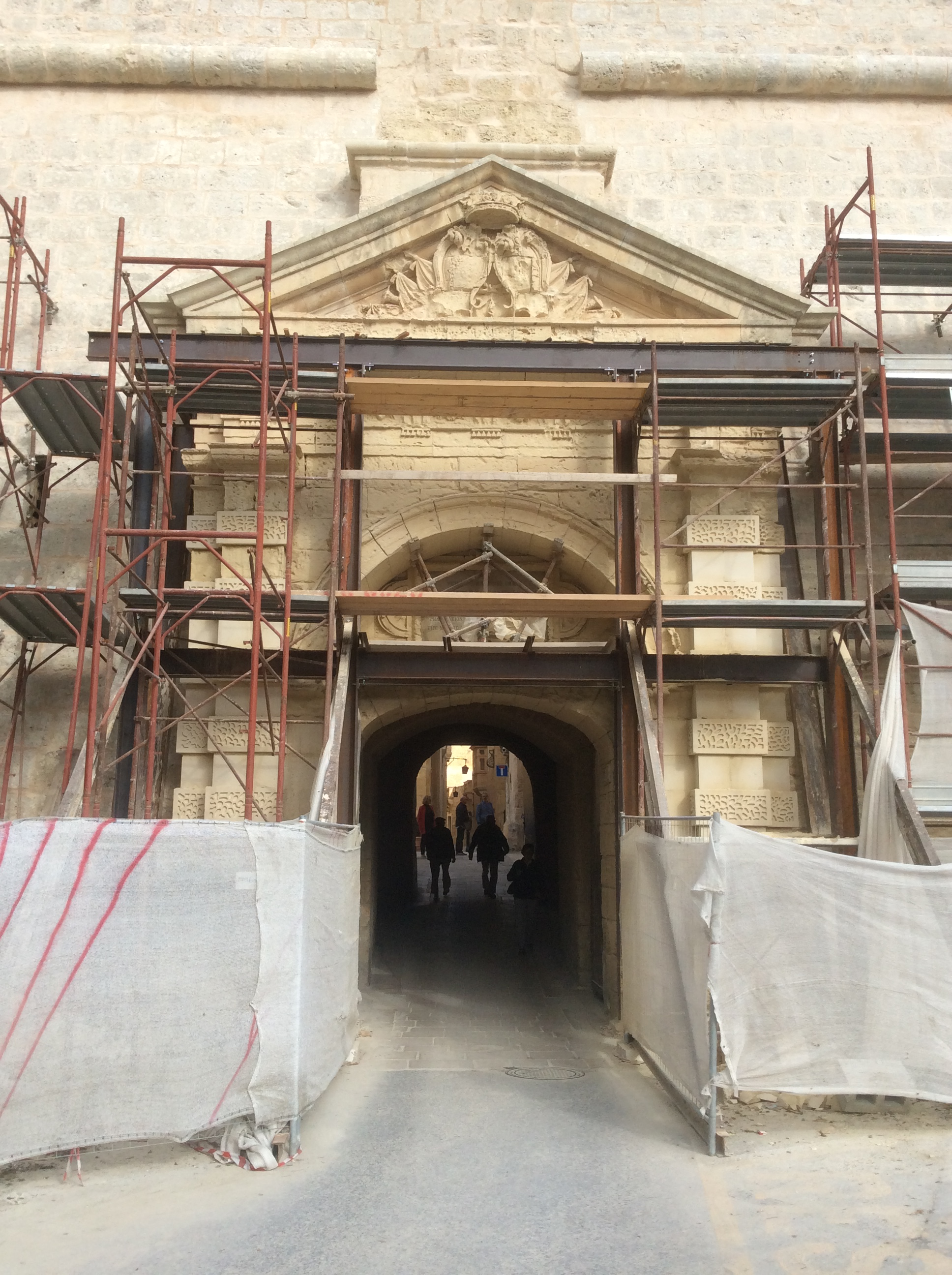
Brama Greków podczas renowacji w 2015 roku